# Liste der Einträge im National Register of Historic Places im Douglas County (Wisconsin)

Lage des Douglas County in Wisconsin

Die Liste der Einträge im National Register of Historic Places im Douglas County in Wisconsin führt alle Bauwerke und historischen Stätten im Douglas County auf, die in das National Register of Historic Places aufgenommen wurden.

## Aktuelle Einträge
| [ 2 ] | Name                                  | Bild                                  | Eintragsdatum        | Lage                                                                               | Ort                | Beschreibung |
| ----- | ------------------------------------- | ------------------------------------- | -------------------- | ---------------------------------------------------------------------------------- | ------------------ | --- |
| 1     | Berkshire Block                       | Berkshire Block                       | 1985 ID-Nr. 85001466 | 917-927 Tower Avenue 46° 43′ 37″ N, 92° 6′ 15″ W                                   | Superior           | 1892 im neuromanischen Stil errichtetes Bürogebäude |
| 2     | Brule-St. Croix Portage               | Brule-St. Croix Portage               | 1970 ID-Nr. 70000033 | Brule River State Forest 46° 23′ 18″ N, 91° 45′ 25″ W                              | Town Solon Springs | Rund drei Kilometer lange Portage über die Wasserscheide vom in den Oberen See mündenden Bois Brule River zum in den Mississippi fließenden St. Croix River |
| 3     | Davidson Windmill                     | Davidson Windmill                     | 1979 ID-Nr. 79000075 | WIS 13 46° 38′ 56″ N, 91° 54′ 21″ W                                                | Town of Lakeside   | Im Jahr 1900 errichtete Windmühle des finnischen Einwanderers Jacob Davidson (Jaako Tapola)                                                                 |
| 4     | Douglas County Courthouse             | Douglas County Courthouse             | 1982 ID-Nr. 82000664 | 1313 Belknap Street 46° 43′ 16″ N, 92° 5′ 49″ W                                    | Superior           | 1918–1919 aus Kalkstein und Marmor im neoklassizistischen Stil errichtetes Justiz- und Verwaltungsgebäude des Douglas County                                |
| 5     | Empire Block                          | Empire Block                          | 1985 ID-Nr. 85001467 | 1202-1208 Tower Avenue 46° 43′ 27″ N, 92° 6′ 12″ W                                 | Superior           | 1892 im neuromanischen Stil errichtetes Geschäftsgebäude |
| 6     | Lake Nebagamon Auditorium             |                                       | 1981 ID-Nr. 81000041 | 1st Street 46° 30′ 48″ N, 91° 41′ 56″ W                                            | Lake Nebagamon     | |
| 7     | Maryland Block                        | Maryland Block                        | 1985 ID-Nr. 85001468 | 1221-1227 Tower Avenue 46° 43′ 24″ N, 92° 6′ 15″ W                                 | Superior           | 1892 im neoklassizistischen Stil errichtetes Geschäftsgebäude; auch Badger Building genannt                                                                 |
| 8     | METEOR (Frachtschiff)                 | METEOR (Frachtschiff)                 | 1974 ID-Nr. 74000081 | Nordwestecke von Barkers Island 46° 43′ 23″ N, 92° 3′ 47″ W                        | Superior           | 120 m langes 1896 gebautes Walrücken-Frachtschiff, bis 1969 in Betrieb und heute Museum                                                                     |
| 9     | Minnesota Block-Board of Trade Bldg.  | Minnesota Block-Board of Trade Bldg.  | 1985 ID-Nr. 85001470 | 1501-1511 Tower Avenue 46° 43′ 14″ N, 92° 6′ 14″ W                                 | Superior           | 1892 im neoklassizistischen Stil errichtetes Geschäftsgebäude                                                                                               |
| 10    | New Jersey Building                   | New Jersey Building                   | 1983 ID-Nr. 83003373 | 1422-1432 Tower Avenue und 1705-1723 Belknap Street 46° 43′ 16″ N, 92° 6′ 11″ W    | Superior           | 1889 im neuromanischen Stil errichtetes Geschäftshaus |
| 11    | New York Block                        | New York Block                        | 1985 ID-Nr. 85001472 | 1402-1412 Tower Avenue 46° 43′ 18″ N, 92° 6′ 12″ W                                 | Superior           | 1890 im neuromanischen Stil errichtetes Geschäftshaus |
| 12    | Northern Block                        | Northern Block                        | 1985 ID-Nr. 85001471 | 2229 East 5th Street 46° 42′ 14″ N, 92° 2′ 55″ W                                   | Superior           | 1892 errichtetes Geschäftshaus |
| 13    | Martin Pattison House                 | Martin Pattison House                 | 1981 ID-Nr. 81000042 | 906 East 2nd Street 46° 43′ 5″ N, 92° 3′ 46″ W                                     | Superior           | 1890 im Queen Anne-Stil errichtetes vierstöckiges Wohnhaus; von 1920 bis 1962 Kinderheim; heute Fairlawn Museum                                             |
| 14    | Roosevelt Terrace                     | Roosevelt Terrace                     | 2005 ID-Nr. 04001483 | 1700-1714 North 21st Street und 2105-2109 Ogden Avenue 46° 42′ 55″ N, 92° 6′ 10″ W | Superior           | 1890 im Stil der Richardsonian Romanesque errichtetes Apartmenthaus                                                                                         |
| 15    | Superior Entry South Breakwater Light | Superior Entry South Breakwater Light | 2007 ID-Nr. 07000102 | Endpunkt der südlichen Mole der Hafeneinfahrt 46° 42′ 37″ N, 92° 0′ 22″ W          | Superior           | 1913 errichteter Leuchtturm |
| 16    | Trade and Commerce Building           | Trade and Commerce Building           | 1979 ID-Nr. 79000076 | 916 Hammond Avenue 46° 43′ 38″ N, 92° 5′ 50″ W                                     | Superior           | 1890 im Richardsonian Romanesque-Stil errichtetes fünfstöckiges Bürogebäude                                                                                 |
| 17    | Washington Block                      | Washington Block                      | 1985 ID-Nr. 85001473 | 1517-1523 Tower Avenue 46° 43′ 12″ N, 92° 6′ 14″ W                                 | Superior           | 1890 errichtetes Bürogebäude |
| 18    | Wemyss Building                       | Wemyss Building                       | 1985 ID-Nr. 85001474 | 1301-1305 Tower Avenue 46° 43′ 23″ N, 92° 6′ 15″ W                                 | Superior           | |

## Frühere Einträge
| [ 2 ] | Name                | Bild | Eintragsdatum        | Lage                                                | Ort      | Beschreibung                                                                                              |
| ----- | ------------------- | ---- | -------------------- | --------------------------------------------------- | -------- | --- |
| 1     | Massachusetts Block |      | 1985 ID-Nr. 85001469 | 1525-1531 Tower Avenue 46° 43′ 9,8″ N, 92° 6′ 14″ W | Superior | 1889 im neuromanischen Stil errichtetes Bürogebäude; 1990 abgerissen und 2011 aus dem Register gestrichen |